# Machthebbers in 84 v.Chr.
In 84 v.Chr. waren onderstaande personen in machtsposities.

## Europa
| Land | Positie | Dynastie              | Machthebber                     | Tijdvak               |
| ---- | ------- | --------------------- | ------------------------------- | --------------------- |
| Rome | Consul  |                       | Lucius Cornelius Cinna          | 87 v.Chr. - 84 v.Chr. |
| Rome | Consul  | Gnaius Papirius Carbo | 85 v.Chr.- 84 v.Chr., 82 v.Chr. |                       |

## Midden-Oosten
| Land              | Positie                  | Dynastie   | Machthebber              | Tijdvak                            |
| ----------------- | ------------------------ | ---------- | ------------------------ | ---------------------------------- |
| Egypte            | Koning van Egypte        | Ptolemaeën | Ptolemaeus IX Soter II   | 116 - 107 v.Chr. en 88 - 81 v.Chr. |
| Nabatea           | Koning van de Nabateeërs |            | Aretas III Philhellenos  | 84 v.Chr. - 62 v.Chr.              |
| Israël            | Koning en hogepriester   | Hasmoneeën | Alexander Janneüs        | 103 v.Chr. - 76 v.Chr.             |
| Koninkrijk Pontus | Koning van Pontus        |            | Mithridates VI           | 113 v.Chr. - 63 v.Chr.             |
| Armenië           | Koning van Armenië       | Artaxiaden | Tigranes II              | 95 v.Chr. - 55 v.Chr.              |
| Bithynië          | Koning van Bithynië      |            | Nicomedes IV             | ca. 94 v.Chr. tot 75/74 v.Chr.     |
| Cappadocia        | Romeins vazalkoning      |            | Ariobarzanes I           | 95 v.Chr. - 63 of 62 v.Chr.        |
| Parthische Rijk   | Koning van Parthië       | Arsaciden  | Gotarzes I ?             | niet duidelijk                     |
| Parthische Rijk   | Koning van Parthië       | Arsaciden  | Orodes I ?               | rond 80 v.Chr.                     |
| Seleucidenrijk    | Koning van Seleucië      | Seleuciden | Philippus I Philadelphus | ca.95 - 83/82 v.Chr.               |
| Seleucidenrijk    | Koning van Seleucië      | Seleuciden | Antiochus XII Dionysus   | 87 - 83/82 v.Chr.                  |
| Commagene         | Koning                   | Orontiden  | Mithridates I            | 106 v.Chr. - 70 v.Chr.             |

## Noord-Afrika
| Land       | Positie | Dynastie | Machthebber | Tijdvak                |
| ---------- | ------- | -------- | ----------- | ---------------------- |
| Mauretania | Koning  |          | Bocchus I   | 111 v.Chr. - 80 v.Chr. |
| Numidië    | Koning  |          | Hiempsal II | 88 v.Chr. - 60 v.Chr.  |

## Azië
| Land         | Positie                         | Dynastie        | Machthebber        | Tijdvak                                        |
| ------------ | ------------------------------- | --------------- | ------------------ | ---------------------------------------------- |
| Paropamisade | Grieks-Indisch koning           | Eucratiden      | Hermaeus Soter     | ca.90 v.Chr. - 70 v.Chr.                       |
| Ceylon       | Koning                          | te Anuradhapura | Vattagamani Abhaya | 104 v.Chr. - 103 v.Chr., 89 v.Chr. - 76 v.Chr. |
| China        | Keizer van China                | Han-dynastie    | Han Zhaodi         | 87 v.Chr. - 74 v.Chr.                          |
| China        | Regent                          |                 | Huo Guang          |                                                |
| Japan        | Keizer van Japan (legendarisch) |                 | Keizer Sujin       | 97 v.Chr.-30 v.Chr.                            |
| Korea        | Koning van Bukbuyeo             |                 | Godumak            | 108 v.Chr.– 60 v.Chr.                          |
| Korea        | Koning van Dongbuyeo            |                 | Hae Buru           | 86 v.Chr.– 48 v.Chr.                           |